# Icewind Dale
Icewind Dale – pierwsza część serii gier komputerowych z gatunku cRPG, wydana przez Interplay Entertainment i wyprodukowana przez Black Isle Studios, oddział Interplaya zajmujący się grami fabularnymi. Grę oparto na silniku Infinity Engine studia BioWare. W Polsce gry z tej serii były dystrybuowane przez CD Projekt. Icewind Dale przeznaczona jest dla systemów Microsoft Windows oraz macOS.
Akcja gry rozgrywa się w tytułowej Dolinie Lodowego Wichru, która jest częścią Zapomnianych Krain, świata fantasy będącego tzw. settingiem dla gry fabularnej Dungeons & Dragons. Pierwsza część gry oparta była na drugiej edycji systemu Advanced Dungeons & Dragons. Część wątków serii kontynuowana miała być w grze Baldur's Gate: The Black Hound, prace nad którą zostały jednak wstrzymane w związku z rozwiązaniem przez Interplay oddziału Black Isle.
30 października 2014 roku została wydana rozszerzona wersja gry Icewind Dale: Enhanced Edition za którą odpowiada studio Beamdog. Nowa edycja zawiera poprawioną szatę graficzną i inferfejs, nowe zadania i materiały wycięte z oryginału. Grę wydano na platformy Windows, Linux, iOS oraz Android.

## Fabuła
Gra rozpoczyna się w Easthaven, mieście położonym na północnym zachodzie Zapomnianych Krain, gdzie gracz odpoczywa ze swoją drużyną w karczmie. Hrothgar, przywódca miasta zaprasza głównego bohatera do wzięcia udziału w ekspedycji Kuldahar. Po drodze drużyna wpada w zasadzkę potworów, podczas której spada lawina. Ekspedycja ulega rozpadowi, a droga powrotna zostaje zasypana.

## Odbiór gry
Gra spotkała się z pozytywnym odbiorem recenzentów, uzyskując średnią z 29 ocen wynoszącą 87/100 punktów według serwisu Metacritic oraz 86,12% według agregatora GameRankings. Recenzenci serwisu GameSpot przyznali grze nagrodę specjalną za najlepszą muzykę roku 2000. Redakcja serwisu Gry-Online w 2014 roku przyznała Icewind Dale 38. miejsce na liście najlepszych gier cRPG wszech czasów.